# Festival Internacional de Cine de Venecia de 2005
La 62.ª edición del Festival Internacional de Cine de Venecia tuvo lugar entre el 31 de agosto y el 10 de septiembre de 2005. La ceremonia se abrió con la película Siete espadas de Tsui Hark y se cerró con el musical de Peter Chan Perhaps Love.
El animador japonés Hayao Miyazaki y la actriz italiana Stefania Sandrelli fyueron reconocidos con el León de Oro a toda una trayectoria. El León de Oro fue para Brokeback Mountain.

## Jurados
Las siguientes personas fueron seleccionadas para formar parte del jurado de esta edición:
Jurado de la sección oficial (Venezia 62)
- Dante Ferretti director artístico italiano (Presidente)
- Ah Cheng, director chino
- Claire Denis, director y escritor francés
- Edgar Reitz, director alemán
- Emilíana Torrini, cantante y actriz islandesa
- Christine Vachon, productor estadounidense
- Amos Gitai, director israelí

Horizontes
- Mimmo Rotella, artista italiana (Presidente)
- Isabel Coixet, directora española
- Jean-Michel Frodon, crítico de cine francés
- Valerio Mastandrea, actor y director italiano
- Shinya Tsukamoto, actor y director japonés

Corto Cortissimo
- Chema Prado, crítico de cine español (Presidente)
- Giovanna Gagliardo, director y guionista italiano
- Clemens Klopfenstein, director suizo

Opera Prima
- Guy Maddin, director y guionista canadiense (Presidente)
- Peter Cowie, profesor de cine británico
- Isabella Ferrari, actriz italiana
- Ismaël Ferroukhi, director franco-marroquí
- Renata Litvinova, actriz y director rusa

## Selección oficial

### En Competición
Las películas siguientes compitieron para el León de Oro:
| Título en España                 | Título original           | Director(es)       | País                                  |
| -------------------------------- | ------------------------- | ------------------ | ------------------------------------- |
| La bestia en el corazón          | La bestia nel cuore       | Cristina Comencini | Italia                                |
| Brokeback Mountain               | Brokeback Mountain        | Ang Lee            | United States, Canadá                 |
| El secreto de los hermanos Grimm | The Brothers Grimm        | Terry Gilliam      | EE. UU., Reino Unido, República Checa |
| El jardinero fiel                | The Constant Gardener     | Fernando Meirelles | EE. UU., Reino Unido, Alemania, China |
| Los días del abandono            | I giorni dell'abbandono   | Roberto Faenza     | Italia                                |
| Everlasting Regret               | Cháng Hèn Gē              | Stanley Kwan       | Hong Kong, China                      |
| O Fatalista                      | O Fatalista               | João Botelho       | Portugal, Francia                     |
| Gabrielle                        | Gabrielle                 | Patrice Chéreau    | Francia, Italia                       |
| Garpastum                        | Garpastum                 | Aleksey German Jr  | Rusia                                 |
| Buenas noches y buena suerte     | Good Night, and Good Luck | George Clooney     | EE. UU.                               |
| Hacia el sur                     | Vers le sud               | Laurent Cantet     | Francia, Canadá                       |
| Sympathy for Lady Vengeance      | Chinjeolhan geumjassi     | Park Chan-wook     | Corea del Sur                         |
| Espejo mágico                    | Espelho Magico            | Manoel de Oliveira | Portugal                              |
| Mary                             | Mary                      | Abel Ferrara       | Italia, Francia, EE. UU.              |
| Persona Non Grata                | Persona Non Grata         | Krzysztof Zanussi  | Polonia, Italia, Rusia, Francia       |
| Proof                            | Proof                     | John Madden        | EE. UU.                               |
| Los amantes habituales           | Les amants réguliers      | Philippe Garrel    | Francia                               |
| Romance and Cigarettes           | Romance and Cigarettes    | John Turturro      | EE. UU.                               |
| La segunda noche de bodas        | La seconda notte di nozze | Pupi Avati         | Italia                                |
| Takeshis'                        | Takeshis'                 | Takeshi Kitano     | Japón                                 |

### Fuera de competición
Las películas siguientes fueron seleccionadas para ser exhibidas fuera de competición:
Largometrajes
| Título en español                 | Título original                           | Director(es)                                                                                                | País                                 |
| --------------------------------- | ----------------------------------------- | --- | ------------------------------------ |
| Todos los niños invisibles        | All the Invisible Children                | Mehdi Charef, Emir Kusturica, Spike Lee, Kátia Lund, Jordan Scott, Ridley Scott, Stefano Veneruso, John Woo | Italia                               |
| Backstage                         | Backstage                                 | Emmanuelle Bercot                                                                                           | Francia                              |
| Bubble                            | Bubble                                    | Steven Soderbergh                                                                                           | EE. UU.                              |
| Casanova                          | Casanova                                  | Lasse Hallström                                                                                             | EE. UU.                              |
| Cinderella Man                    | Cinderella Man                            | Ron Howard                                                                                                  | EE. UU.                              |
| La novia cadáver                  | Corpse Bride                              | Tim Burton y Mike Johnson                                                                                   | Reino Unido                          |
| Descenso                          | The Descent                               | Neil Marshall                                                                                               | Reino Unido                          |
| Edmond                            | Edmond                                    | Stuart Gordon                                                                                               | EE. UU.                              |
| Elizabethtown                     | Elizabethtown                             | Cameron Crowe                                                                                               | EE. UU.                              |
| El exorcismo de Emily Rose        | The Exorcism of Emily Rose                | Scott Derrickson                                                                                            | EE. UU.                              |
| Final Fantasy VII Advent Children | Fainaru fantajî sebun adobento chirudoren | Tetsuya Nomura                                                                                              | Japón                                |
| El despertar del amor             | The Fine Art of Love-Mine Haha            | John Irvin                                                                                                  | Italia, República Checa, Reino Unido |
| Cuatro hermanos                   | Four Brothers                             | John Singleton                                                                                              | EE. UU.                              |
| Frágiles                          | Jaume Balagueró                           | España |                                      |
| La Gran Guerra Yokai              | Yokai Daisenso                            | Takashi Miike                                                                                               | Japón                                |
| Initial D                         | Inisharu Dī                               | Andrew Lau and Alan Mak                                                                                     | Hong Kong                            |
| El perfume de la dama de negro    | Le Parfum de la dame en noir              | Bruno Podalydes                                                                                             | Francia                              |
| Perhaps Love                      | Ru guo · Ai                               | Peter Ho-sun Chan                                                                                           | China, Hong Kong                     |
| Siete espadas                     | Qi jian                                   | Tsui Hark                                                                                                   | China, Hong Kong                     |

Proyecciones especialesLeón de Oro de toda una trayectoria a Hayao Miyazaki
| Título en español             | Título original                 | Año  | País           |
| ----------------------------- | ------------------------------- | ---- | -------------- |
| Nausicaä del Valle del Viento | Kaze no Tani no Naushika        | 1984 | Japón, EE. UU. |
| Porco Rosso                   | Kurenai no Buta                 | 1992 | Japón          |
| On Your Mark                  | Jiburi Jikkengekijō On Yua Māku | 1995 | Japón          |

## Horizontes (Orizzonti)
Las películas siguientes fueron seleccionadas para la sección Horizontes (Orizzonti):
Largometrajes
| Título español       | Título original           | Director(es)        | País de producción             |
| -------------------- | ------------------------- | ------------------- | ------------------------------ |
| Árido Movie          | Árido Movie               | Lirio Ferreira      | Brasil                         |
| Carmen               | Carmen                    | Jean-Pierre Limosin | Francia                        |
| Dam Street           | Hongyan (Au fil de l'eau) | Li Yu               | China, Francia                 |
| Drawing Restraint 9  | Drawing Restraint 9       | Matthew Barney      | EE. UU.                        |
| Todo está iluminado  | Everything Is Illuminated | Liev Schreiber      | EE. UU.                        |
| First on the Moon    | Pervye Na Lune            | Aleksei Fedorchenko | Rusia                          |
| Musikanten           | Musikanten                | Franco Battiato     | Italia                         |
| ˞Yolda               | ˞Yolda                    | Erden Kiral         | Turquía, Bulgaria              |
| Perpetual Motion     | Wuqiong dong              | Ning Ying           | China                          |
| Texas                | Texas                     | Fausto Paravidino   | Italia                         |
| The Wild Blue Yonder | The Wild Blue Yonder      | Werner Herzog       | Alemania, Reino Unido, Francia |

Documentales
| Título español                   | Título original                        | Director(es)                | País de producción |
| -------------------------------- | -------------------------------------- | --------------------------- | ------------------ |
| La dignidad de los nadies        | La dignidad de los nadies              | Fernando E. Solanas         | Argentina          |
| East of Paradise                 | East of Paradise                       | Lech Kowalski               | Francia            |
| El gran silencio                 | Die Große Stille                       | Philip Gröning              | Alemania           |
| Parallel Voices                  | Vokaldy Paralelder                     | Rustam Khamdamov            | Kazajistán         |
| Veruschka: A Life for the Camera | Veruschka – (m)ein inszenierter Körper | Paul Morrissey & Bernd Böhm | Francia            |
| Workingman's Death               | Workingman's Death                     | Michael Glawogger           | Austria, Alemania  |

Fuera de competición
| Título original                 | Director(es)   | País de producción |
| ------------------------------- | -------------- | ------------------ |
| La vida secreta de las palabras | Isabel Coixet  | España             |
| Kill Gil Volume 1 (documentary) | Gil Rossellini | Italia             |

## Corto Cortissimo
Los siguientes cortometrajes fueron exhibidas en la sección de Corto Cortissimo:
| Título original                                                            | Duración | Director                | País                   |
| -------------------------------------------------------------------------- | -------- | ----------------------- | ---------------------- |
| 113                                                                        | 19'      | Jason Brandenberg       | Suiza                  |
| La Apertura                                                                | 22'      | Duska Zagorac           | Reino Unido, Argentina |
| Au Petit Matin                                                             | 15'      | Xavier Gens             | Francia                |
| Ballada                                                                    | 12'      | Marcell Iványi          | Hungría, Bélgica       |
| Butterflies                                                                | 12'      | Max Jaco                | Luxemburgo             |
| A case of you                                                              | 18'      | Jack Davies             | Reino Unido            |
| Come on Strange                                                            | 4'       | Gabriela Gruber         | Alemania               |
| Contracuerpo                                                               | 17'      | Eduardo Chapero-Jackson | España                 |
| Da ikhos dghech chveni dghe dghegrdzeli (alt. title: Let Our Days Be Long) | 22'      | Georgy Paradzanov       | Rusia                  |
| Flesh                                                                      | 9'       | Edouard Salier          | Francia                |
| Giorno 122                                                                 | 22'      | Fulvio Ottaviano        | Italia                 |
| The Glass Beads                                                            | 9'       | Angeles Woo             | EE. UU.                |
| Happy Birthday                                                             | 20'      | Jun-won Hong            | Corea del Sur          |
| Layla Afel                                                                 | 30'      | Leon Prudovsky          | Israel                 |
| P.E.O.Z.                                                                   | 11'      | Christo Petrou          | Grecia                 |
| A rapariga da mão morta                                                    | 16'      | Alberto Seixas Santos   | Portugal               |
| Rien d'insoluble                                                           | 15'      | Xavier Seron            | Bélgica                |
| Small Station (Xiaozhan)                                                   | 30'      | Lin Chien Ping          | Taiwán                 |
| Trevirgolaottantasette                                                     | 12'      | Valerio Mastandrea      | Italia                 |
| Tube Poker                                                                 | 15'      | Simon Levene            | Reino Unido            |

Fuera de competición
| Título original                                                                        | Duración | Director          | País                       |
| -------------------------------------------------------------------------------------- | -------- | ----------------- | -------------------------- |
| De Glauber para Jirges                                                                 | 16'      | André Ristum      | Brasil                     |
| Special events: Crossings (Incroci)                                                    |          |                   |                            |
| La Trama di Amleto                                                                     | 20'      | Salvatore Chiosi  | Italia                     |
| Compleanno                                                                             | 22'      | Sandro Dionisio   | Italia                     |
| Five Minutes, Mr Welles                                                                | 32       | Vincent D'Onofrio | EE. UU.                    |
| Naufragi di Don Chisciotte                                                             | 30'      | Dominick Tambasco | Italia                     |
| Quelques miettes pour les oiseaux                                                      | 27'      | Nassim Amaouche   | Bélgica, Francia, Jordania |
| De quelle couleur sont les murs de votre maison?                                       | 18'      | Timon Koulmasis   | France                     |
| Diaspora                                                                               | 16'      | Ula Tabari        | France, Bélgica, Palestine |
| Schools of cinema: Centro Sperimentale di Cinematografia - Scuola Nazionale di Cinema: |          |                   |                            |
| Un posto libero                                                                        | 32'      | Eros Achiardi     | Italia                     |
| Nature - Machini                                                                       | 35'      | Marco Danieli     | Italia                     |
| Nature - Al buio                                                                       | 35'      | Fabio Mollo       | Italia                     |
| Nature - Consuelo                                                                      | 35'      | Carlo Pisani      | Italia                     |
| Vado a messa                                                                           | 9'       | Ginevra Elkann    | Reino Unido                |

## Retrospectivas
La historia secreta del cine chino
Monográfico especial del cine chino entre 1934 y 1990. Estas fueran las películas escogidasː
| Título español                 | Título original                  | Año  | Director(es)               |
| ------------------------------ | -------------------------------- | ---- | -------------------------- |
| La gran carretera              | 大路 / Dàlù                      | 1934 | Sun Yu                     |
| Fate of Graduates              | 桃李劫 / Táolǐ jié               | 1934 | Ying Yunwei                |
| New Women                      | 新女性 / Xīn nǚxìng              | 1935 | Cai Chusheng               |
| Street Angel                   | 馬路天使 / Mǎlù Tiānshǐ          | 1937 | Yuan Muzhi                 |
| Crossroads                     | 十字街頭 / Shízì jiētóu          | 1937 | Shen Xiling                |
| Canción de medianoche          | 夜半歌聲 / Yèbàn Gēshēng         | 1937 | Ma-Xu Weibang              |
| Princess Iron Fan              | 铁扇公主 / Tiě shàn gōngzhǔ      | 1941 | Wan Laiming and Wan Guchan |
| Primavera en un pequeño pueblo | 李天濟 / Lǐ Tiānjì               | 1947 | Fei Mu                     |
| Crows and Sparrows             | 烏鴉與麻雀 / Wūyā yŭ Máquè       | 1949 | Zheng Junli                |
| Un huérfano llamado San Mao    | 三毛流浪記 / San Mao liu lang ji | 1949 | Zhao Ming and Yan Gong     |
| This Life of Mine              | 我這一輩子 / Wo zhe yibeizi      | 1950 | Shi Hui                    |
| Two Stage Sisters              | 舞臺姐妹 / Wǔtái Jiěmèi          | 1965 | Xie Jin                    |
| Los valientes                  | 忠烈圖 / Zhong lie tu            | 1975 | King Hu                    |
| One and Eight                  | 一個和八個 / Yīge hé bāge        | 1983 | Zhang Junzhao              |
| Mama                           | 媽媽 / Māma                      | 1990 | Zhang Yuan                 |

La historia secreta del cine japonés
| Título español                                                                  | Título original                                                          | Año       | Director(es)    |
| ------------------------------------------------------------------------------- | ------------------------------------------------------------------------ | --------- | --------------- |
| El rencor inolvidable                                                           | 長恨 / Chōkon                                                            | 1926      | Daisuke Itō     |
| A Diary of Chuji's Travels                                                      | 忠次旅日記 / Chūji tabi nikki                                            | 1927      | Daisuke Ito     |
| Oatsurae Jirokichi Koshi                                                        | 御誂治郎吉格子 / Oatsurae Jirokichi Koshi                                | 1931      | Daisuke Ito     |
| The Million Ryo Pot                                                             | 丹下左膳余話 百萬両の壺 / Tange Sazen Yowa: Hyakuman Ryō no Tsubo        | 1935      | Sadao Yamanaka  |
| Priest of Darkness                                                              | 河内山宗俊 / Kōchiyama Sōshun                                            | 1936      | Sadao Yamanaka  |
| Humanidad y globos de papel                                                     | 人情紙風船 / Ninjō Kami Fūsen                                            | 1937      | Sadao Yamanaka  |
| Rivals                                                                          | エノケンの頑張り戦術 / Enoken no gambari senjutsu                        | 1939      | Nobuo Nakagawa  |
| The 47 Ronin                                                                    | 元禄 忠臣蔵 / Genroku Chūshingura                                        | 1941–1942 | Kenji Mizoguchi |
| La espada Bijomaru                                                              | 名刀美女丸 / Meitō Bijomaru                                              | 1945      | Kenji Mizoguchi |
| A Tale of Archery at the Sanjusangendo                                          | 三十三間堂通し矢物語 / Sanjūsangen-dô Tōshiya Monogatari                 | 1945      | Mikio Naruse    |
| La emperatriz Yang Kwei-fei                                                     | 楊貴妃 / Yōkihi                                                          | 1955      | Kenji Mizoguchi |
| A Wicked Woman                                                                  | 毒婦高橋お伝 / Dokufu Takahashi Oden                                     | 1958      | Nobuo Nakagawa  |
| Historia de fantasmas de Yotsuya                                                | 東海道四谷怪談 / Tōkaidō Yotsuya kaidan                                  | 1959      | Nobuo Nakagawa  |
| Fighting Delinquents                                                            | くたばれ愚連隊 / Kutabare gurentai                                       | 1960      | Seijun Suzuki   |
| Akumyō                                                                          | 悪名 / Akumyō                                                            | 1961      | Tokuzō Tanaka   |
| High Noon for Gangsters aka Villains in Broad Daylight                          | 白昼の無頼漢 / Hakuchu no buraikan                                       | 1961      | Kinji Fukasaku  |
| La historia de Zatoichi                                                         | 座頭市物語 / Zatōichi monogatari                                         | 1962      | Kenji Misumi    |
| Detective Bureau 2-3: Go to Hell Bastards!                                      | 探偵事務所２３ くたばれ悪党ども / Tantei jimusho 23 – Kutabare akutodomo | 1963      | Seijun Suzuki   |
| La gran masacre                                                                 | 大殺陣 / Dai satsujin                                                    | 1964      | Eiichi Kudo     |
| The Flower and the Angry Waves                                                  | 花と怒濤 / Hana to dotō                                                  | 1964      | Seijun Suzuki   |
| On the Road Forever aka Homeless Drifter                                        | 無宿者 / Mushuku mono                                                    | 1964      | Kenji Misumi    |
| Tales of Chivalry in Japan                                                      | 日本侠客伝 Nihon kyōkaku den                                             | 1964      | Masahiro Makino |
| Wolves, Pigs and Men aka Wolves, Pigs and People                                | 狼と豚と人間 / Ōkami to buta to ningen                                   | 1964      | Kinji Fukasaku  |
| Our Blood Will Not Forgive                                                      | 俺たちの血が許さない / Oretachi no chi ga yurusanai                      | 1964      | Seijun Suzuki   |
| Fight, Zatoichi, Fight                                                          | 座頭市血笑旅 / Zatōichi kesshō-tabi                                      | 1964      | Kenji Misumi    |
| Blood of Revenge                                                                | 明治俠客伝 三代目襲名 / Meiji kyokaku den – Sandaime shumei              | 1965      | Tai Kato        |
| A Solitary Knight                                                               | 沓掛時次郎・遊侠一匹 / Kutsukake Tokijiro - Yukyo ippiki                 | 1966      | Tai Kato        |
| Red Peony Gambler: Flower Cards Match                                           | 緋牡丹博徒 花札勝負 / Hibotan bakuto: hanafuda shōbu                     | 1969      | Tai Kato        |
| Japan Organized Crime Boss aka Japan's Violent Gangs - The Boss and the Killers | 日本暴力団 組長 / Nihon boryokudan – Kumicho                             | 1969      | Kinji Fukasaku  |
| Red Peony Gambler: Oryu's Return                                                | 緋牡丹博徒・お竜参上 / Hibotan bakuto - Oryū sanjō                       | 1970      | Tai Kato        |
| Sympathy for the Underdog                                                       | 博徒外人部隊 / Bakuto gaijin butai                                       | 1971      | Kinji Fukasaku  |
| Street Mobster                                                                  | 現代やくざ 人斬り与太 / Gendai yakuza: Hito-kiri yota                    | 1972      | Kinji Fukasaku  |
| Battles Without Honor and Humanity                                              | 仁義なき戦い / Jingi naki tatakai                                        | 1973      | Kinji Fukasaku  |
| Graveyard of Honor                                                              | 仁義の墓場 / Jingi no hakaba                                             | 1975      | Kinji Fukasaku  |
| Cops vs. Thugs                                                                  | 県警対組織暴力 / Kenkei tai Soshiki Bōryoku                              | 1975      | Kinji Fukasaku  |
| Yakuza Graveyard                                                                | やくざの墓場 くちなしの花 / Yakuza no hakaba: Kuchinashi no hana         | 1976      | Kinji Fukasaku  |
| Shogun's Samurai                                                                | 柳生一族の陰謀 / Yagyū Ichizoku no Inbō                                  | 1978      | Kinji Fukasaku  |

La historia secreta del cine italiana 2
Retrospectiva sobre el cine italiano entre 1946 y 1976. Esta es la segunda de las cuatro ediciones en las que el Festival italiano dedicó al cine de su país.
| Título español                                                       | Título original                                                      | Año                          | Director(es)                 |
| Giacomo Casanova en el cine'                                         | Giacomo Casanova en el cine'                                         | Giacomo Casanova en el cine' | Giacomo Casanova en el cine' |
| -------------------------------------------------------------------- | -------------------------------------------------------------------- | ---------------------------- | ---------------------------- |
| El caballero misterioso                                              | Il cavaliere misterioso                                              | 1948                         | Riccardo Freda               |
| Le avventure di Giacomo Casanova                                     | Le avventure di Giacomo Casanova                                     | 1955                         | Steno                        |
| Infanzia, vocazioni, prime esperienze di Giacomo Casanova, veneziano | Infanzia, vocazioni, prime esperienze di Giacomo Casanova, veneziano | 1969                         | Luigi Comencini              |
| Il Casanova di Federico Fellini                                      | Il Casanova di Federico Fellini                                      | 1976                         | Federico Fellini             |
| Homenaje a Fulvio Lucisano'                                          |                                                                      |                              |                              |
| Terror en el espacio                                                 | Terrore nello spazio                                                 | 1965                         | Mario Bava                   |
| Le spie vengono dal semifreddo                                       | Le spie vengono dal semifreddo                                       | 1966                         | Mario Bava                   |
| Cosa avete fatto a Solange?                                          | Cosa avete fatto a Solange?                                          | 1972                         | Massimo Dallamano            |
| El medallón ensangrentado                                            | Il medaglione insanguinato                                           | 1975                         | Massimo Dallamano            |
| Un mondo perfetto                                                    | Un mondo perfetto                                                    | 1946–1957                    | Nino Pagot & Gibba           |
| Pier Paolo Pasolini (1922–1975)                                      |                                                                      |                              |                              |
| Saló, o los 120 días de Sodoma                                       | Salò o le 120 giornate di Sodoma                                     | 1975                         | Pier Paolo Pasolini          |
| Bandidos de Orgosolo                                                 | Banditi a Orgosolo                                                   | 1961                         | Vittorio De Seta             |

## Secciones independientes

### Semana Internacional de la Crítica
Las películas siguientes fueron seleccionadas para la 20.ª Semana Internacional de la Crítica del Festival de Cine de Venecia:
| Título en España                  | Título original                   | Director(es)         | País    |
| --------------------------------- | --------------------------------- | -------------------- | ------- |
| Así                               | Así                               | Jesús-Mario Lozano   | México  |
| Brick                             | Brick                             | Rian Johnson         | EE. UU. |
| Mater Natura                      | Mater Natura                      | Massimo Andrei       | Italia  |
| Le Passager                       | Le Passager                       | Éric Caravaca        | Francia |
| Pavee Lackeen: The Traveller Girl | Pavee Lackeen: The Traveller Girl | Perry Ogden          | Irlanda |
| The Sunflowers                    | Kuihua Duoduo                     | Wang Baomin          | China   |
| Writing on the Earth              | Yadasht bar zamin                 | Ali Mohammad Ghasemi | Irán    |

Proyecciones especiales
| Título original              | Director(es)                 | País de producción  |         |
| ---------------------------- | ---------------------------- | ------------------- | ------- |
| Belzec (documental)          | Belzec (documental)          | Guillaume Moscovitz | Francia |
| Giacomo l'idealista (1943) * | Giacomo l'idealista (1943) * | Alberto Lattuada    | Italia  |

### Venice Days
Las películas siguientes fueron seleccionadas para la segunda edición de la sección de Venice Days (Giornate degli Autori):
| Título español                                | Título original                    | Director(es)                                   | País de producción           |
| --------------------------------------------- | ---------------------------------- | ---------------------------------------------- | ---------------------------- |
| 13 Tzameti                                    | 13 Tzameti                         | Gela Babluani                                  | Francia                      |
| Allegro                                       | Allegro                            | Christoffer Boe                                | Dinamarca                    |
| Waiting                                       | Attente                            | Rashid Masharawi                               | Palestina, Francia           |
| Black widow                                   | Before It Had a Name               | Giada Colagrande                               | EE. UU.                      |
| C.R.A.Z.Y.                                    | C.R.A.Z.Y.                         | Jean-Marc Vallée                               | Canadá                       |
| Craj - Domani (documental)                    | Craj - Domani (documental)         | Davide Marengo                                 | Italia                       |
| El Viento                                     | El Viento                          | Eduardo Mignogna                               | Argentina, España            |
| Elio Petri. Notes On A Filmmaker (documental) | Elio Petri... appunti su un autore | Federico Bacci, Stefano Leone, Nicola Guarneri | Italia                       |
| Falling... In Love                            | Lian ren                           | Wang Ming-Tai                                  | Taiwán                       |
| Giacomo l'idealista (1943) *                  | Giacomo l'idealista (1943) *       | Alberto Lattuada                               | Italia                       |
| La passione di Giosuè l'Ebreo                 | La passione di Giosuè l'Ebreo      | Pasquale Scimeca                               | Italia, España               |
| El pequeño teniente                           | Le petit lieutenant                | Xavier Beauvois                                | Francia                      |
| Love                                          | Love                               | Vladan Nikolic                                 | EE. UU., Serbia y Montenegro |
| Un café en cualquier esquina                  | Man Push Cart                      | Ramin Bahrani                                  | EE. UU.                      |
| Next Door                                     | Naboer                             | Pål Sletaune                                   | Noruega, Suecia, Dinamarca   |
| Parabola                                      | Parabola                           | Karim Ouelhaj                                  | Bélgica                      |

## Premios

### Sección oficial-Venecia 62
Las siguientes películas fueron premiadas en el festival:
- León de Oro a la mejor película:  Brokeback Mountain de Ang Lee
- León de Plata a la mejor dirección: Philippe Garrel por Los amantes regulares
- Premio especial del Jurado: Mary de Abel Ferrara
- Copa Volpi al mejor actor: David Strathairn por Buenas noches y buena suerte
- Copa Volpi a la mejor actriz: Giovanna Mezzogiorno por La bestia en el corazón
- Premio Marcello Mastroianni al mejor actor o actriz revelación: Ménothy Cesar por Hacia el sur
- Premio Osella a la mejor fotografía: William Lubtchansky por Los amantes regulares
- Premio Osella al mejor guion: George Clooney y Grant Heslov por Buenas noches y buena suerte

Premios especiales
- León de Oro a la trayectoria: Isabelle Huppert

Horizontes - 'Premio Orizonti' 
- Premio Orizzonti a la mejor película: First on the Moon de Aleksei Fedorchenko
- Premio Orizzonti al mejor documental: East of Paradise de Lech Kowalski

Corto Cortissimo
- Léon de plata al mejor cortometraje: Small Station de Lin Chien-ping

Mención especial: Layla Afel de Leon Prudovsky
- Premio Orizzonti al mejor documental: Butterflies de Max Jacoby

### Secciones independientes
Las siguientes películas fueron premiadas en las secciones independientes:
Semana Internacional de la Crítica
- Premio Semana de la Crítica: Mater natura de Massimo Andrei
- Premio Isvema: Mater natura de Massimo Andrei
- Premio FEDIC: Mater natura de Massimo Andrei

Venice Days (Giornate Degli Autori)
León del futuro
- Premio Luigi de Laurentis a la mejor película de debut: 13 Tzameti de Gela Babluani
- Premio Netpac: 13 Tzameti de Gela Babluani
- Premio UNESCO: La passione di Giosué l'Ebreo de Pasquale Scimeca
- Premio Francesco Pasinetti (SNGCI): Elio Petri. Notes on a Filmmaker de Federico Bacci, Stefano Leone, Nicola Guarneri
- Premio Label Europa Cinemas:  El pequeño teniente de Xavier Beauvois
- Premio "Lino Miccichè": Craj - Domani (documental) de Davide Marengo
- Premio Venice Authors: Love de Vladan Nikolic

### Otros premios
Las siguientes películas fueron premiadas en otros premios de la edición:
- Premio FIPRESCI[21]
  - Mejor película (Sección oficial): Buenas noches y buena suerte de George Clooney
  - Mejor película (Horizontes): The Wild Blue Yonder de Werner Herzog
- Premio SIGNIS: Mary de Abel Ferrara
- Premio C.I.C.A.E.: Dam Street de Li Yu (Horizontes)
- Premio UNICEF: La bestia en el corazón de Cristina Comencini
- Premio Pasinetti:
  - Mejor película (Competición oficial): Buenas noches y buena suerte de George Clooney
  - Mejor película (Horizontes): Texas de Fausto Paravidino
- Pequeño León de Oro: Sympathy for Lady Vengeance de Park Chan-wook
- Premio Jameson al mejor cortometraje: Aria de Claudio Noce
- Premio Cine joven: 
  - Alternatives: Sympathy for Lady Vengeance de Park Chan-wook
  - Mejor película internacional: El jardinero fiel de Fernando Meirelles
  - Mejor película italiana: La bestia en el corazón de Cristina Comencini
- Premio Wella: La bestia en el corazón de Cristina Comencini
- Premio abierto: Everlasting Regret de Stanley Kwan
- Premio Doc/It (ex-aequo): 
  - East of Paradise de Lech Kowalski (Horizons)
  - La dignidad de los nadies de Fernando E. Solanas (Horizontes)
- Premio Lina Mangiacapre: La vida secreta de las palabras de Isabel Coixet (Horizontes)
- Future Film Festival Digital Award: La novia cadáver de  Tim Burton y Mike Johnson (Fuera de competición)
- Premio Laterna Magica: Todo está iluminado de Liev Schreiber (Horizontes)
- Premio Sergio Trasatti: Mary de Abel Ferrara
- Premio Biografilm: Todo está iluminado de Liev Schreiber (Horizontes)
- Premio 'CinemAvvenire': 
  - Mejor película en competición: Sympathy for Lady Vengeance de Park Chan-wook
  - Cine por la paz: Hacia el sur de Laurent Cantet
- Premio de la Ciudad de Roma (ex-aequo):
  - La bestia en el corazón de Cristina Comencini
  - La dignidad de los nadies de Fernando E. Solanas (Horizons)
- Premio a los derechos humanos: La dignidad de los nadies de Fernando E. Solanas (Horizontes)

Mención especial: Buenas noches y buena suerte de George Clooney
- Premio EIUC: Giulio Manfredonia, Giobbe Covatta
- Premio Mimmo Rotella Foundation: Mary de Abel Ferrara